# Spirowo (Twer, Spirowski)
Spirowo (russisch Спи́рово) ist eine Siedlung städtischen Typs in der Oblast Twer in Russland mit 6267 Einwohnern (Stand 14. Oktober 2010).

## Geographie
Der Ort liegt gut 80 km Luftlinie nordwestlich des Oblastverwaltungszentrums Twer an der Malaja Tigma (Kleinen Tigma), einem linken Zufluss der acht Kilometer westlich fließenden Twerza.
Spirowo ist Verwaltungszentrum des Rajons Spirowski sowie Sitz und einzige Ortschaft der Stadtgemeinde (gorodskoje posselenije) Possjolok Spirowo.

## Geschichte
Der Ort erstmals 1545 urkundlich erwähnt. Bedeutung erlangte er in den 1840er-Jahren mit der Vorbeiführung der ersten Fernbahnstrecke des Russischen Reiches, der Nikolaibahn von Sankt Petersburg nach Moskau, als dort eine größere Station errichtet wurde. 1886 wurde eine Glasfabrik errichtet.
Am 12. Juli 1929 wurde Spirowo Verwaltungssitz eines neu geschaffenen, nach ihm benannten Rajons. 1932 erhielt der Ort den Status einer Siedlung städtischen Typs.

### Bevölkerungsentwicklung
| Jahr | Einwohner |
| ---- | --------- |
| 1939 | 5239      |
| 1959 | 6418      |
| 1970 | 6706      |
| 1979 | 6450      |
| 1989 | 6896      |
| 2002 | 6859      |
| 2010 | 6267      |

Anmerkung: Volkszählungsdaten

## Verkehr

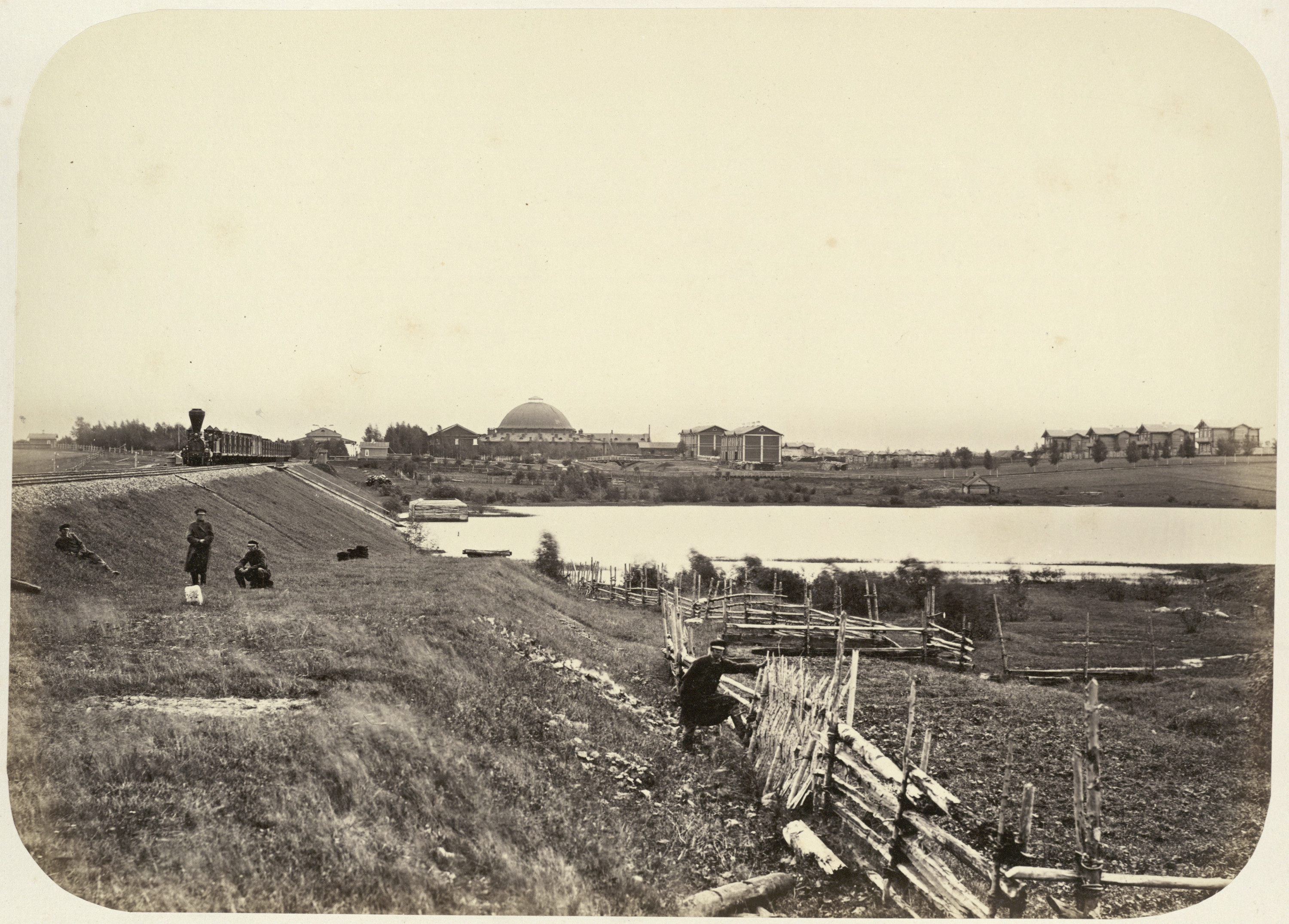
Spirowo mit Bahnhof und Rundlokschuppen in den 1860er-Jahren
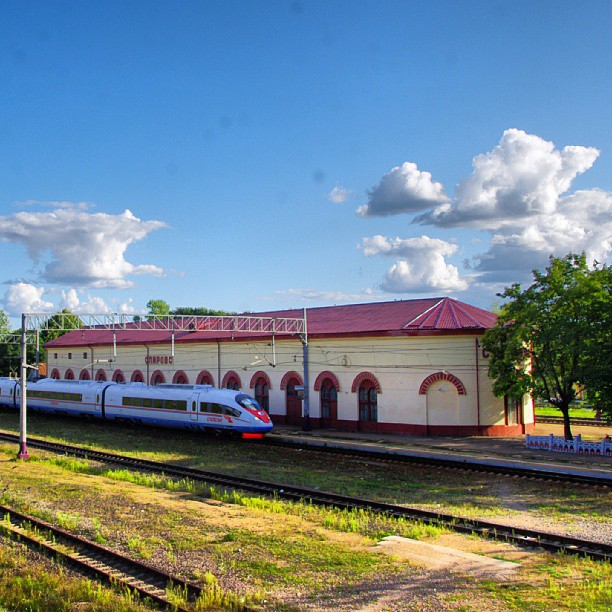
Bahnhof Spirowo mit Sapsan heute (2013)

Spirowo besitzt einen Bahnhof bei Kilometer 398 der 1851 eröffneten und auf diesem Abschnitt seit 1962 elektrifizierten Eisenbahnstrecke Sankt Petersburg – Moskau.
Über der Regionalstraße 28K-1549 besteht Anschluss an die gut zehn Kilometer südwestlich verlaufende föderale Fernstraße M10, die ebenfalls Moskau und Sankt Petersburg verbindet. Der Bahnstrecke nach Südwesten folgt eine Straße nach Lichoslawl (zunächst als 28N-1574).